# التيار الناصري
التيار الناصري أو الناصرية هي أيديولوجية سياسية قومية عربية واشتراكية عربية تستند إلى أفكار جمال عبد الناصر، أحد القادة الرئيسيين لثورة 1952 وثاني رئيس لمصر. تجمع الناصرية بين عناصر الاشتراكية العربية، والجمهورية، والعلمانية، والقومية، ومناهضة الإمبريالية، والتضامن مع دول العالم النامي، والوحدة العربية، وعدم الانحياز على الصعيدين المحلي والدولي. ووفقًا للكاتب محمد حسنين هيكل، فقد مثّلت الناصرية "اتجاه التحرر، والتحول الاشتراكي، وسيطرة الشعوب على مواردها، وديمقراطية القوى العاملة الشعبية".
اعتمدت العديد من الدول العربية أشكالًا من الحكم الناصري خلال القرن العشرين، لا سيما خلال الستينيات، ومنها الجزائر تحت حكم جبهة التحرير الوطني، والجمهورية العربية الليبية بقيادة معمر القذافي. تتشابه الناصرية في مبادئها مع الأيديولوجية البعثية، التي طُبقت بشكل بارز في عراق صدام حسين (1968-2003) وسوريا البعثية تحت حكم بشار الأسد (1963-2024).

## التأسيس وأبرز الشخصيات
أول من أطلق لفظ (الناصرية) محمد حسنين هيكل الصحفي الذي رافق عبد الناصر إبان حكمه، وأصبح له شهرة في العالم العربي، وذلك بمقال له في جريدة الأهرام في 14/1/1972.
جاء بعده كمال رفعت وأصدر في عام 1976م كتيباً بعنوان ناصريون ذكر فيه مبادئ الناصرية وأهدافها.
وقد وافق القضاء المصري على إعلان الناصرية كحزب باسم (الحزب الديمقراطي الناصري) وذلك في يوم الاثنين 18/شوال/1412هـ (20/4/1992م) برئاسة ضياء الدين داود المحامي، وعضو مجلس الشعب المصري.

## تاريخ
في الخمسينيات والستينيات من القرن الماضي، كانت الناصرية من أقوى الأيديولوجيات السياسية في العالم العربي. كان هذا صحيحًا بشكل خاص في أعقاب أزمة السويس عام 1956 (المعروفة في مصر بالعدوان الثلاثي)، والتي اعتبرت النتيجة السياسية لها بمثابة إثبات للناصرية وهزيمة هائلة للقوى الإمبريالية الغربية. خلال الحرب الباردة، ظهر تأثيرها أيضًا في أجزاء أخرى من إفريقيا والعالم النامي، لا سيما فيما يتعلق بمناهضة الإمبريالية وعدم الانحياز.
أضر حجم الهزيمة العربية في حرب الأيام الستة عام 1967 بمكانة عبد الناصر والأيديولوجية المرتبطة به. على الرغم من أنها نجت من وفاة عبد الناصر في عام 1970، فقد تم تعديل بعض المبادئ الهامة للناصرية أو التخلي عنها تمامًا من قبل خليفته أنور السادات خلال ما أسماه بالثورة التصحيحية ثم سياسات الانفتاح الاقتصادية. في ظل حكم ثلاثة عقود لخليفة السادات حسني مبارك، تم استبدال معظم البنية التحتية الاشتراكية المتبقية في مصر بسياسات نيوليبرالية تتعارض بشدة مع المبادئ الناصرية. على الساحة الدولية، ابتعد مبارك كليًا تقريبًا عن السياسة المصرية التقليدية، وأصبح حليفًا ثابتًا لكل من حكومة الولايات المتحدة وإسرائيل، ولا يزال ينظر إلى الأخيرة من قبل معظم المصريين بالعداء وعدم الثقة، المستمدة إلى حد كبير من الحروب الخمس التي خاضتها مصر ضد إسرائيل. بين 1948 و 1973.
خلال حياة عبد الناصر، تم تشجيع الجماعات الناصرية ودعمها مالياً في كثير من الأحيان من قبل مصر لدرجة أن الكثيرين أصبحوا يُنظر إليهم على أنهم عملاء راغبون للحكومة المصرية في جهودها لنشر القومية الثورية في العالم العربي. في السبعينيات، عندما ظهر جيل الشباب من الثوار العرب في المقدمة، تحولت الناصرية خارج مصر إلى حركات قومية عربية أخرى وقومية عربية، بما في ذلك المجموعات المكونة للحركة الوطنية اللبنانية خلال الحرب الأهلية اللبنانية. الحركات الناصرية الرئيسية التي ظلت نشطة حتى اليوم على الساحة اللبنانية تتمثل بشكل رئيسي في تنظيم أنصار الشعبويين الناصريين في صيدا (التنظيم الشعبي الناصري) بقيادة أسامة سعد وفي بيروت. ممثلة بشكل رئيسي في حركة المرابطون. كانت المجموعتان نشيطتين بشكل أساسي منذ أوائل الخمسينيات من القرن الماضي بين المسلمين السنة، وهما مرتبطان حاليًا سياسيًا بتحالفات 8 آذار في السياسة اللبنانية.
لا يزال للناصرية صدى كبير في جميع أنحاء العالم العربي، وتفيد الكثير من الحوار العام حول السياسة في مصر والمنطقة الأوسع. تنافس الناصري البارز حمدين صباحي في الجولة الأولى من الانتخابات الرئاسية المصرية لعام 2012 ولم يتجنب إلا بصعوبة الحصول على مركز في جولة الإعادة ضد الفائز النهائي محمد مرسي. تنافس في وقت لاحق في الانتخابات الرئاسية لعام 2014 كواحد من اثنين فقط من المرشحين في جولة الإعادة، لكنه خسر أمام المرشح الآخر، عبد الفتاح السيسي، في فوز ساحق كبير لهذا الأخير.

## التفسيرات
يمكن تفسير "الناصرية"، المصطلح الواسع المستخدم في الأدب لوصف جوانب حكم عبد الناصر وإرثه، بعدة طرق. من المسلم به أن هناك العديد من الطرق التي يتم من خلالها قراءة المصطلح واستخدامه، يقول بي جيه. فاتكيوتس في كتابه ناصر وجيله (1978)  أن الناصرية كان لها دلالة سياسية محدودة لظاهرة "القيادة الشخصية الكاريزمية، وليس لحركة أو أيديولوجية ". يشرح فاتيكيوتيس استخدام عبد الناصر للخطاب كأداة سياسية للتأثير على ناخبيه على الرغم من حرمانهم من أي مشاركة في سياسات زعيمهم. تحقيقا لهذه الغاية، كثيرا ما خاطب ناصر الجماهير في كل من الإذاعة والتلفزيون وكذلك في التجمعات الضخمة، مع "تعويذة منومة متكررة من" الإمبريالية "و" عملاء الإمبريالية "،" الرجعيين "،" الانتقام "،" الكرامة والنفس. احترام "و" الصهيونية "و" العروبة ". اندفعت الحشود إلى الهستيريا، وأثار عبد الناصر آمالاً وتطلعات لقيادة قوية ووحدة عربية.
في إعادة النظر في الناصرية (2004)،  بوده وينكلر مناقشة تفسير آخر من الناصرية. وفقا لهم، «علماء الاجتماع الغربيين في الخمسينيات والستينيات من القرن الماضي، نظروا إلى الناصرية على أنها حركة تحديث وعبد الله كقائد تحديث... كان يُنظر إلى مصر كدولة نموذجية من العالم الثالث تمر بعملية إنهاء الاستعمار وتطمح في ظل قيادة ثورية جديدة للازدهار الوطني من خلال التحديث. وهكذا، كان يُنظر إلى الناصرية على أنها محاولة لتغيير المجتمع المصري التقليدي من خلال تحديث اقتصاده ومجتمعه».
هناك فكرة أخرى عن الناصرية تم تقديمها في الاتجاهات السياسية في الهلال الخصيب (1958) من قبل وليد الخالدي،  الذي يناقشها على أنها ليست حركة أيديولوجية، بل هي "موقف عقلي" انتقائي وتجريبي وراديكالي، لكنها محافظة ". وبحسب وليدي، استطاعت الناصرية أن تجتذب التأييد في العالم العربي لأنها "نقلت، ولو جزئياً، إلى العالم العربي نفسه مركز القرارات المتعلقة بمستقبل ذلك العالم". يؤكد الخالدي أن هذا التغيير ألهم الثقة بالنفس في المجتمع العربي، وهو ما لقي ترحيبًا خاصًا بعد الصدمة الأخيرة بشأن فقدان فلسطين.

## عقيدة فكرية

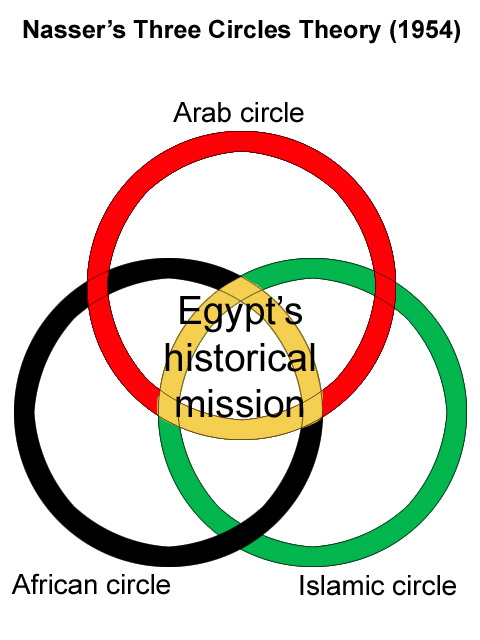
وفقًا لنظرية الدوائر الثلاث لجمال عبد الناصر ، كانت مهمة الثورة المصرية ثلاثة مجالات، وهي العالم العربي وإفريقيا والعالم الإسلامي.

الناصرية هي أيديولوجية قومية عربية وقومية عربية، مقترنة باشتراكية محددة بشكل غامض، وغالبًا ما يتم تمييزها عن الكتلة الشرقية أو الفكر الاشتراكي الغربي من خلال تسمية «الاشتراكية العربية». على الرغم من معارضة الاشتراكية العربية أيديولوجيًا للرأسمالية الغربية، فقد تطورت أيضًا كرفض للشيوعية، والذي كان يُنظر إليه على أنه يتعارض مع التقاليد العربية والأسس الدينية للمجتمع العربي. نتيجة لذلك، سعى الناصريون من الخمسينيات إلى الثمانينيات إلى منع صعود الشيوعية في العالم العربي ودعوا إلى فرض عقوبات قاسية على الأفراد والمنظمات الذين تم تحديدهم على أنهم يحاولون نشر الشيوعية في المنطقة.
على الرغم من إدراكها للتراث الإسلامي والمسيحي للعالم العربي، كما هو الحال مع البعثية، إلا أن الناصرية هي إلى حد كبير أيديولوجية علمانية. كما هو الحال مع مظاهر القومية العربية الأخرى، أدى ذلك إلى صراع مباشر مع الحركات السياسية ذات التوجه الإسلامي في العالم العربي منذ الخمسينيات فصاعدًا، ولا سيما جماعة الإخوان المسلمين.[بحاجة لمصدر] يؤيد الناصريون إنهاء التدخل الغربي في الشؤون العربية، وتضامن العالم النامي، وعدم الانحياز الدولي، والتحديث والتصنيع. ناصر نفسه عارض بشدة الإمبريالية الغربية، وشارك الرأي العربي السائد بأن الصهيونية كانت امتدادًا للاستعمار الأوروبي على الأرض العربية.
في السياسة العالمية، كانت مصر بزعامة عبد الناصر، إلى جانب يوغوسلافيا بقيادة جوزيب بروز تيتو والهند بقيادة جواهر لال نهرو، من المؤيدين الرئيسيين لحركة عدم الانحياز، التي دعت إلى بقاء البلدان النامية خارج نفوذ تكتلات القوى العظمى. ومع ذلك، على الرغم من هذه السياسة وقمع الحكومة للمنظمات الشيوعية داخل مصر، فإن العلاقات المتدهورة مع القوى الغربية، لا سيما في أعقاب العدوان الثلاثي عام 1956، جعلت مصر تعتمد بشكل كبير على المساعدة العسكرية والمدنية من الاتحاد السوفيتي. وينطبق الشيء نفسه على الحكومات العربية الثورية الأخرى، التي على الرغم من قمع الشيوعية داخل الحدود العربية، إلا أنها دخلت في علاقات قوية طويلة الأمد مع الدول الشيوعية خارج العالم العربي. استمر التحالف المصري السوفييتي في رئاسة خليفة عبد الناصر كرئيس، أنور السادات، خاصة فيما يتعلق بالصراع العربي الإسرائيلي.

## الأفكار والمعتقدات
- الحرية والاشتراكية والوحدة للقضاء على مشكلات العالم العربي الأربعة: وهي الاستعمار والتخلف والطبقية والتجزئة بين أقطار العالم العربي.
- حرية الشعب بكامله.
- الاعتقاد بأن الاشتراكية أساس التقدم الاقتصادي، وهي أساس بناء مجتمع الكفاية والعدل، والمجتمع الذي ترفرف عليه الرفاهية.
- ونادت الناصرية بتوزيع الثروة الوطنية لتحقيق التغيير الاجتماعي.
- ونادت بالاشتراكية العلمية.
- ونادت بالوحدة هي أساس القوة العربية، والعروبة أو القومية العربية هي أساس قيام الوحدة.

## النفوذ وأماكن الانتشار
نشأت الناصرية في مصر وانتشرت في باقي البلاد العربية، وقد طالب بعض الذين تعاونوا مع عبد الناصر إبان حكمه بتشكيل حزب ناصري في مصر وقد سمح لهم بذلك.

## الناصرية اليوم
لا تزال الناصرية قوة سياسية في جميع أنحاء العالم العربي، ولكن بطريقة مختلفة بشكل ملحوظ عما كانت عليه في أوجها. في حين أن الناصرية كانت موجودة في الخمسينيات والستينيات من القرن الماضي كحركة ثورية وديناميكية ذات أهداف سياسية واجتماعية محددة، فقد أصبحت بحلول الثمانينيات أيديولوجية أقل وضوحًا وتميزًا. اليوم، يتم اطلاع الكثير من العرب على الناصرية بالمعنى العام أكثر من الذين يتبنون في الواقع مُثلها وأهدافها المحددة. فيما يتعلق بالتنظيمات السياسية داخل مصر نفسها وأثناء رئاسة الرئيس المصري الأسبق حسني مبارك، اقتصر نطاق الناصرية بشكل عام على الكتاب والمثقفين وأحزاب المعارضة الصغيرة. طغت المنظمات السياسية الإسلامية، وخاصة جماعة الإخوان المسلمين، على الحركات الناصرية إلى حد كبير. كان هذا جزءًا من اتجاه عام داخل مصر والعالم العربي من القومية العربية التي طغى عليها، بل وحتى طغى عليها الإسلام السياسي. في مصر، يقدم الحزب الناصري نفسه على أنه خليفة لعبد الناصر واتحاده الاشتراكي العربي كما هو الحال مع فرعه، حزب الكرامة بزعامة حمدين صباحي. ومع ذلك، كما هو الحال مع جميع أحزاب المعارضة في مصر، كانت أنشطتها مقيدة بشدة من قبل نظام مبارك قبل الثورة المصرية في عام 2011 .
بينما كان عبد الناصر يحكم مصر من خلال نظام الحزب الواحد الاستبدادي تمامًا، مع وجود قيود شديدة على أي شكل من أشكال المعارضة السياسية، يؤكد الناصريون الحاليون على دعمهم للديمقراطية، موضحين تجاوزات ناصر الاستبدادية باعتبارها ضرورية لتنفيذ سياساته الثورية.

## التأثير خارج العالم العربي

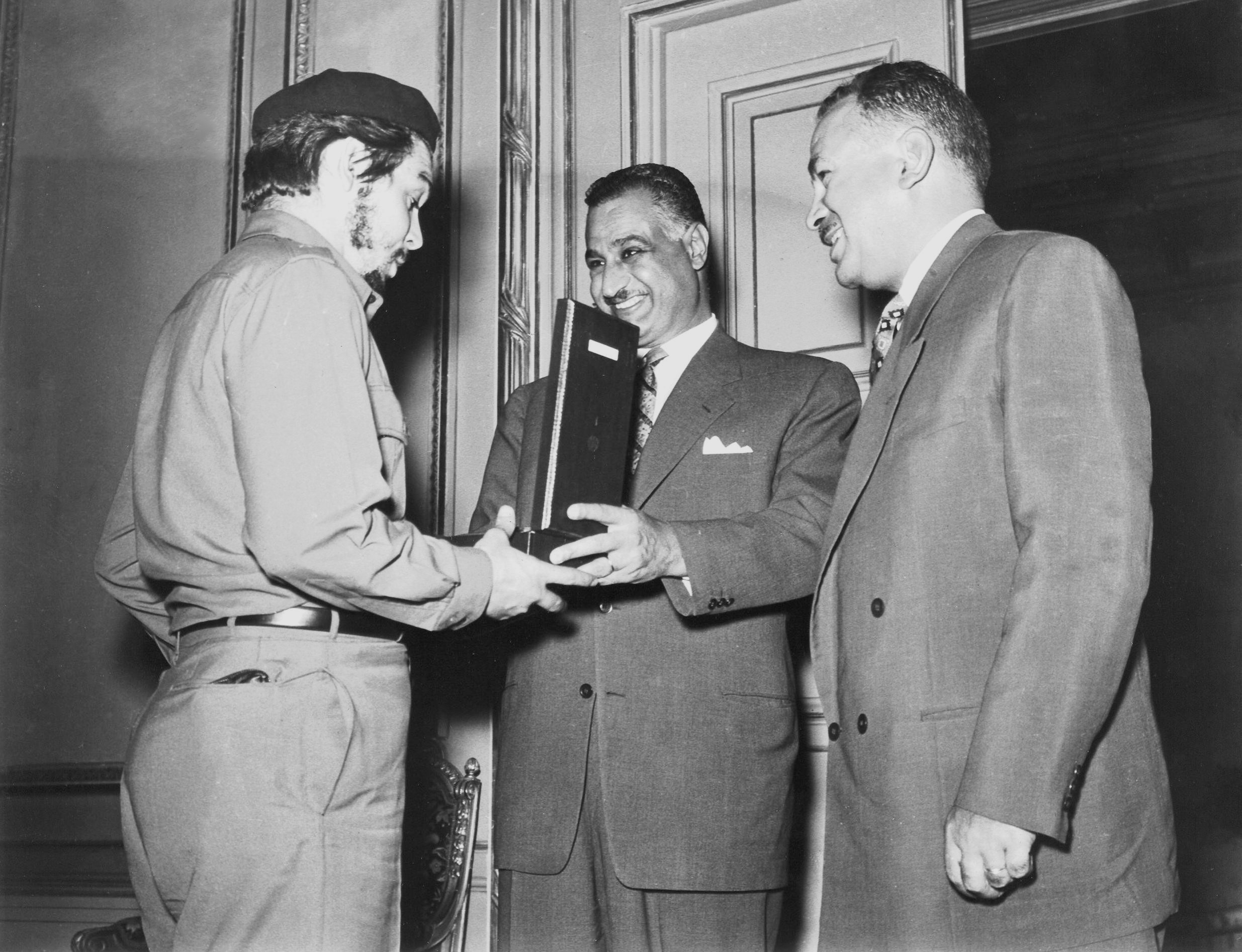
ناصر وتشي جيفارا عام 1966

على الرغم من كونها أيديولوجية عربية جوهرية، فقد أثرت الناصرية إلى حد ما على الحركات اليسارية في أجزاء أخرى من العالم النامي، ولا سيما أفريقيا جنوب الصحراء وأمريكا اللاتينية. في عهد عبد الناصر، قدمت الحكومة المصرية الدعم المعنوي والمادي لحركات تحرير جنوب الصحراء التي تحارب الإمبريالية الأوروبية. أشار نيلسون مانديلا، رئيس جنوب إفريقيا السابق وزعيم المؤتمر الوطني الأفريقي، إلى أن هذا الدعم كان حاسمًا في المساعدة على الحفاظ على الروح المعنوية لهذه الحركات، بما في ذلك في جنوب إفريقيا. وقد أعرب فيدل كاسترو، الرئيس الكوبي السابق، عن مشاعر مماثلة فيما يتعلق بالثورة الكوبية والشدائد اللاحقة لكوبا مع حكومة الولايات المتحدة. ذكر كلا الرجلين أن مقاومة مصر في عهد عبد الناصر ضد الغزو البريطاني والفرنسي والإسرائيلي المشترك لمصر عام 1956 أثبتت أنها كانت مصدر إلهام لتحركاتهم.
استشهد هوغو شافيز، رئيس فنزويلا الراحل وزعيم الثورة البوليفارية المزعومة، بالناصرية باعتبارها تأثيرًا مباشرًا على تفكيره السياسي بقوله: «تحدث معي شخص ما عن تشاؤمه فيما يتعلق بمستقبل القومية العربية. قلت له إنني متفائل لأن أفكار ناصر ما زالت حية. كان ناصر من أعظم شعوب التاريخ العربي. أقل ما يقال، أنا ناصري منذ أن كنت جنديًا شابًا».
أشار السياسي البريطاني اليساري جورج غالاوي إلى جمال عبد الناصر بأنه «أحد أعظم رجال القرن العشرين»  ودعا مرارًا وتكرارًا الحكومات العربية إلى تبني مبادئ الناصرية في القرن الحادي والعشرين.

## شخصيات ناصرية
1. عبد الله الريماوي.
2. سعيد السبع.
3. بسام الشكعة.
4. شفيق الحوت.
5. معمر القذافي.